# Sean Gunn
Sean Gunn (St. Louis, 22 de maio de 1974) é um ator norte-americano. É conhecido por seus papéis como Kirk Gleason na série Gilmore Girls (2000–2007) e Gilmore Girls: A Year in the Life (2016), e Kraglin nas produções do Universo Cinematográfico Marvel, Guardians of the Galaxy (2014), Guardians of the Galaxy Vol. 2 (2017), Avengers: Endgame (2019), What If...? (2021), Thor: Love and Thunder (2022), The Guardians of the Galaxy Holiday Special (2022) e Guardians of the Galaxy Vol. 3 (2023). Ele é o irmão mais novo do diretor James Gunn e frequentemente aparece nos filmes de seu irmão.

## Biografia
Nasceu em St. Louis, Missouri, e é o caçula de seis filhos. Ele é irmão do cineasta James Gunn, do ator e escritor político Matt Gunn, do roteirista Brian Gunn, do produtor e ex-vice-presidente executivo da Artisan Entertainment, Patrick, e de uma irmã, Beth, que trabalha como advogada trabalhista. Seus pais são Leota e James F. Gunn, que é sócio aposentado e advogado corporativo do escritório de advocacia Thompson Coburn em St. Louis.
Sean e seus irmãos frequentaram a escola jesuíta "St. Louis University High School", onde se formou em 1992. Ele então se formou na "The Theatre School at DePaul University" em 1996.
É casado com Natasha Halevi, atriz e diretora de cinema.

## Carreira
Em 1995, interpretou Sammy Capulet no filme B, Tromeo and Juliet. Em 2000, ele estrelou o segundo episódio de Gilmore Girls como Mick, um instalador de cabo DSL. Conforme a primeira temporada continuou, Sean foi trazido de volta para interpretar o papel recorrente de Kirk Gleason, um dos cidadãos mais excêntricos de Stars Hollow. Desde 2002, até o final da série em 2007, Sean era um membro regular do elenco. Ele também teve um papel recorrente em October Road como Rooster.
Embora seja mais conhecido por seu papel regular em Gilmore Girls, também teve várias participações em programas de televisão, incluindo Angel; 3rd Rock from the Sun; Yes, Dear; True Jackson, VP; Andy Richter Controls the Universe; e Bunheads. Também pode ser visto em comerciais como um "agente" do serviço de informações por mensagem de texto KGB.com. Em filmes, também teve vários papéis, o mais substancial sendo "Alien Orphan / Doug" em The Specials, pelo qual também recebeu créditos de co-produtor.
Em 2003, estrelou o longa metragem The Man Who Invented the Moon, dirigido pelo seu colega de turma da "The Theatre School at DePaul University" e membro do elenco de Gilmore Girls, John Cabrera. Sean e Cabrera são colegas próximos desde a época de escola em Chicago em meados dos anos 90. Junto com seus irmãos James e Brian, ele é o criador e ator da websérie de paródia pornô, James Gunn's PG Porn. Também teve um breve papel como homem de manutenção de computadores em True Jackson, VP da Nickelodeon. Estrelou uma série de comerciais de televisão para o Knowledge Generation Bureau. Ele apareceu no filme Super (2010), escrito e dirigido por seu irmão James.
Sean também é o dublador por trás do personagem Swan no jogo Lollipop Chainsaw da Warner Bros., também escrito por seu irmão, James.
Estrelou o episódio "Makeover" da 4ª temporada de Glee como membro do comitê, Phineas Hayes.
Em 2014, ele forneceu a captura de movimento para o personagem Rocket Raccoon, e interpretou Kraglin, o segundo no comando de Yondu Udonta, em Guardians of the Galaxy. Também teve um papel coadjuvante em Bones no episódio "The Corpse at the Convention".
Em 2016, retornou ao papel de Kirk Gleason na minissérie Gilmore Girls: A Year in the Life, da Netflix. Também apareceu no filme The Belko Experiment, escrito pelo seu irmão, James.
Em 2017, ele reprisou seu papel como Kraglin em Guardians of the Galaxy Vol. 2, desempenhando um papel maior e, novamente, forneceu captura de desempenho para o personagem de Rocket.
Em 2018, esteve presente em Avengers: Infinity War, porém apenas fornecendo captura de movimento para Rocket novamente. Em 2019, na sequencia de Infinity War, Avengers: Endgame, retornou ao papel de Kraglin e fazendo captura de movimentos para Rocket.
Em 2020, foi confirmado no filme The Suicide Squad como o personagem John Monroe / Weasel. O filme foi lançado em 06 de agosto de 2021.
Em janeiro de 2021, foi confirmado no elenco de Thor: Love and Thunder para fornecer captura de movimentos para Rocket, já que os Guardiões da Galáxia estarão presentes no 4º filme do deus do trovão. Em 01 de fevereiro, foi confirmado como Kraglin no filme também.
Em 2022, apareceu mais uma vez como Kraglin no especial de televisão do Disney+, The Guardians of the Galaxy Holiday Special. E também estará em Guardians of the Galaxy Vol. 3, em 2023. Em 12 de abril de 2023, foi confirmado para reprisar seu papel como Doninha na série animada do DCU, Creature Commandos, onde também dará voz a G.I. Robot.

## Filmografia

### Filmes
| Ano  | Título                         | Personagem                 | Notas                                                      |
| ---- | ------------------------------ | -------------------------- | ---------------------------------------------------------- |
| 1996 | Tromeo and Juliet              | Sammy Capulet              |                                                            |
| 1997 | Stricken                       | Guffy                      |                                                            |
| 1999 | The Auteur Theory              | Tori York                  |                                                            |
| 2000 | The Specials                   | Alien Orphan               | também como produtor                                       |
| 2001 | Pearl Harbor                   | Marinheiro de tração       |                                                            |
| 2005 | Jesus, Mary and Joey           | Stevie                     |                                                            |
| 2008 | Pants on Fire                  | PK                         |                                                            |
| 2010 | Super                          | Toby                       |                                                            |
| 2012 | The Giant Mechanical Man       | George                     |                                                            |
| 2013 | Who the F Is Buddy Applebaum   | Pinto                      |                                                            |
| 2014 | Guardians of the Galaxy        | Kraglin Obfonteri          | Também fez captura de movimentos para Rocket e Thanos      |
| 2015 | The Hive                       | Dr. Baker                  |                                                            |
| 2016 | The Belko Experiment           | Marty Espenscheid          |                                                            |
| 2016 | Ordinary World                 | Ted                        |                                                            |
| 2016 | A Boy Called Po                | Ben                        |                                                            |
| 2017 | Different Flowers              | Ken                        |                                                            |
| 2017 | Guardians of the Galaxy Vol. 2 | Kraglin Obfonteri          | Também fez captura de movimentos para Rocket               |
| 2018 | Avengers: Infinity War         | N/A                        | apenas captura de movimentos para Rocket                   |
| 2019 | Avengers: Endgame              | Kraglin Obfonteri          | Participação; Também fez captura de movimentos para Rocket |
| 2021 | The Suicide Squad              | Doninha e Homem-Caléndário |                                                            |
| 2021 | Agnes                          | Paul Satchimo              |                                                            |
| 2022 | Thor: Love and Thunder         | Kraglin Obfonteri          | Também fez captura de movimentos para Rocket               |
| 2023 | Guardians of the Galaxy Vol. 3 | Kraglin Obfonteri          | Também faz captura de movimentos para Rocket; Pós-produção |

### Televisão
| Ano       | Título                                      | Personagem                            | Notas                                                               |
| --------- | ------------------------------------------- | ------------------------------------- | ------------------------------------------------------------------- |
| 1999      | Any Day Now                                 | Balconista                            | Episódio: "A Parent's Job"                                          |
| 1999–2000 | Angel                                       | Lucas, Mars                           | 2 episódios                                                         |
| 2000      | Brutally Normal                             | Lenny                                 | 2 episódios                                                         |
| 2000      | The Michael Richards Show                   | Dennis                                | Episódio: "Simplification"                                          |
| 2000–2007 | Gilmore Girls                               | Kirk Gleason, Mick, Swan              | 137 episódios Papel regular                                         |
| 2001      | Inside Schwartz                             | Homem do grupo de foco # 2            | Episódio: "Bless Me Father, for I Have Fired You"                   |
| 2001      | DAG                                         | Ryan                                  | Episódio: "Prom"                                                    |
| 2001      | 3rd Rock from the Sun                       | Atendente                             | Episódio: "You Don't Know Dick"                                     |
| 2001      | Going to California                         | Joey "Fuzz" Fucetti                   | 4 episódios                                                         |
| 2002      | Yes, Dear                                   | David Scott                           | Episódio: "Making Baby"                                             |
| 2002–2003 | Andy Richter Controls the Universe          | Phil                                  | 3 episódios                                                         |
| 2004      | Gilmore Girls Backstage Special             | Ele mesmo                             | Telefilme                                                           |
| 2007–2008 | October Road                                | Vincent "Rooster" Road                | 6 episódios                                                         |
| 2008      | Scream Queens                               | Ele mesmo                             | 1 episódio                                                          |
| 2008      | Sparky & Mikaela                            | Rapaz                                 | Episódio: "Piloto"                                                  |
| 2008      | Humanzee!                                   | Humanzee                              | Episódio: "Piloto"                                                  |
| 2008–2009 | James Gunn's PG Porn                        | Peppermint Patty, Jason, Bill Scrotey | 8 episódios Também como co-criador e roteirista                     |
| 2009      | The Jace Hall Show                          | Ele mesmo                             | Episódio: "James Gunn & Brutal Legend"                              |
| 2011      | For a Green Card                            | Andrew                                | Episódio: "What Could Possibly Go Wrong?"                           |
| 2012      | Antiques Roadshow                           | Ele mesmo                             | Episódio: "Junk in the Trunk 2"                                     |
| 2012      | Glee                                        | Phineas Hayes                         | Episódio: "Makeover"                                                |
| 2012–2013 | H+                                          | Jason O'Brien                         | 9 episódios                                                         |
| 2012–2013 | Bunheads                                    | Sebastian                             | 2 episódios                                                         |
| 2013      | The Education of Eddie and Mortimer         | Carl assustador                       | Telefilme                                                           |
| 2014      | The Victoria Uyen Show                      | Ele mesmo                             | Episódio: "Guardians of the Galaxy Premiere"                        |
| 2014      | Bones                                       | Dr. Howard Fitch                      | Episódio: "The Corpse at the Convention"                            |
| 2016      | Superstore                                  | Comprador de cartão                   | Episódio: "Secret Shopper"                                          |
| 2016      | Gilmore Girls: A Year in the Life           | Kirk Gleason                          | Minissérie                                                          |
| 2018      | Robot Chicken                               | Várias vozes                          | Episódio: "Why Is It Wet?"                                          |
| 2021      | What If...?                                 | Kraglin (voz)                         | Episódio: "What If... T'Challa Became a Star-Lord?"                 |
| 2021      | The Rookie                                  | Caçador de tesouros                   | Episódio: "Poetic Justice"                                          |
| 2022      | The Terminal List                           | Saul Agnon                            | 1 episódio                                                          |
| 2022      | The Guardians of the Galaxy Holiday Special | Kraglin Obfonteri                     | Especial de televisão; Também fez captura de movimentos para Rocket |
| 2024      | Creature Commandos                          | Doninha e G.I. Robot                  | animação da HBO Max                                                 |
| 2025      | Peacemaker                                  | Maxwell Lord                          | 2ª temporada                                                        |

### Curtas-metragem
| Ano  | Título                        | Personagem   | Notas                          |
| ---- | ----------------------------- | ------------ | ------------------------------ |
| 2001 | Love, Sex & Murder            | Garçom       | Também como produtor associado |
| 2003 | The Man Who Invented the Moon | Sammy Hughes | Também como produtor executivo |
| 2004 | Fish Out of Water             | Jim          |                                |

### Videos games
| Ano  | Título            | Personagem |
| ---- | ----------------- | ---------- |
| 2012 | Lollipop Chainsaw | Swan (voz) |